# Astragalus microcystis
Astragalus microcystis är en ärtväxtart som beskrevs av Asa Gray. Astragalus microcystis ingår i släktet vedlar, och familjen ärtväxter. Inga underarter finns listade i Catalogue of Life.